# Seydou Traoré
Seydou Traoré (ur. 17 września 1970 w Grand Lahou) – burkiński piłkarz grający na pozycji napastnika. W swojej karierze rozegrał 34 mecze w reprezentacji Burkina Faso i strzelił w niej 2 gole.

## Kariera klubowa
Karierę piłkarską Traoré rozpoczął w klubie Africa Sports z Abidżanu. Grał w nim w latach 1985-1993 w pierwszej lidze Wybrzeża Kości Słoniowej. Z Afriką Sports cztery razy był mistrzem kraju (1986, 1987, 1988, 1989), trzy razy zdobywał Puchar Wybrzeża Kości Słoniowej (1986, 1989, 1993) oraz jeden raz Puchar Zdobywców Pucharów (1992) i Superpuchar Afryki (1992).
W 1994 roku Traoré grał już w Burkina Faso. Został wówczas zawodnikiem klubu Rail Club du Kadiogo. Natomiast w latach 1995-1998 grał we francuskim amatorskim zespole FC Bressuire.
W 1998 roku Traoré przeszedł do Al-Ahli Dubaj ze Zjednoczonych Emiratów Arabskich. W sezonie 1999/2000 grał w Al-Ain FC (wywalczył mistrzostwo ZEA), a następnie w katarskim Qatar SC. W 2000 roku odszedł do Al Qadsia z Kuwejtu, gdzie grał do końca swojej kariery (2007 rok) z przerwą na wypożyczenie do Al-Ahli Doha w 2002 roku. W latach 2003, 2004 i 2005 wywalczył mistrzostwo Kuwejtu oraz zdobył Puchar Kuwejtu w latach 2003, 2004 i 2007.

## Kariera reprezentacyjna
W reprezentacji Burkina Faso Traoré zadebiutował w 1994 roku. W 1996 roku zagrał w Pucharze Narodów Afryki 1996, a jego dorobek na tym turnieju to 3 mecze: ze Sierra Leone (1:2), z Zambią (1:5) i z Algierią (1:2).
W 1998 roku Traoré zajął z Burkina Faso 4. miejsce w Pucharze Narodów Afryki 1998. Na tym turnieju zagrał sześciokrotnie: z Kamerunem (0:1), z Algierią (2:1 i gol), z Gwineą (1:0), ćwerćfinale z Tunezją (1:1, k. 8:7), półfinale z Egiptem (0:2) i o 3. miejsce z Demokratyczną Republiką Konga (4:4, k: 1:4).
W 2000 roku Traoré wystąpił we 2 meczach Pucharu Narodów Afryki 2000: z Senegalem (1:3) i z Egiptem (2:4). W kadrze narodowej od 1994 do 2001 roku rozegrał 34 meczów i strzelił w nich 2 bramki.